# Беречень
Беречень, Беречені (рум. Bărăceni) — село у повіті Димбовіца в Румунії. Входить до складу комуни Корбій-Марі.
Село розташоване на відстані 52 км на захід від Бухареста, 42 км на південь від Тирговіште, 132 км на схід від Крайови, 124 км на південь від Брашова.

## Населення
За даними перепису населення 2002 року у селі проживали 439 осіб, усі — румуни. Усі жителі села рідною мовою назвали румунську.